# Puntigrus tetrazona
Puntigrus tetrazona (Syn.: Puntius tetrazona, Systomus tetrazona (Gr.: „tetra“ = vier)) ist ein Süßwasserfisch aus der Familie der Karpfenfische (Cyprinidae). Ihr Verbreitungsgebiet liegt auf der indonesischen Insel Sumatra und im westlichen Borneo in den Flüssen Kapuas, Mahakam und Bulungan.
Nach Baensch und Riehl ist die Art mit der Sumatrabarbe identisch, einem aus der Aquaristik sehr bekannten Fisch. Zarske zeigte jedoch, dass es zwischen beiden Arten deutliche morphologische Unterschiede gibt.

## Merkmale
Puntigrus tetrazona wird etwa sechs Zentimeter lang. Ihr Körper ist hochrückig und entspricht dem der meisten anderen Gürtelbarben. Gestalt und Färbung, mit den auffallenden, dunklen vier breiten Querstreifen bei einer gelblichen Grundfarbe, schwarzen After- und roten Bauchflossen, entsprechen weitgehend der der Sumatrabarbe. Im Unterschied zu dieser hat Puntigrus tetrazona jedoch vier Barteln (Sumatrabarbe keine), eine vollständige Seitenlinie mit 19 bis 23 Schuppen (Sumatrabarbe unvollständig) und ihr Schwanzflossenstiel wird von 14 Schuppen umgeben. Der letzte unverzweigte Rückenflossenstrahl ist verknöchert.